# Apaseo el Grande
 Apaseo el Grande est l'une des 46 municipalités qui composent l'État de Guanajuato, au Mexique.